# Velká Haná (řeka)
Velká Haná je řeka pramenící v Drahanech v Olomouckém kraji v České republice. Má délku 21,2 km a po společném soutoku s řekou Malou Hanou v obci Dědice u Vyškova vzniká Haná.

## Průběh toku
Pramení na Drahanské vrchovině přímo v obci Drahany pod budovou místní základní školy v nadmořské výšce 630 m. Ubírá se jižním směrem. Na východ Novým Sadům vtéká do Údolí Velké Hané a teče při hranici VVP Březina do kterého posléze vstupuje. Tok vystupuje z vojenského pásma SV obce Rychtářov. Dále probíhá kolem jižní hranice VVP, protékaje osadou Hamiltony. Po 10,5 km průběhu se v obci Dědice u Vyškova spojuje ze zprava přitékající řekou Malá Haná a vzniká tok řeky Haná.